# Iglesia de Sant Pere de Riu
La iglesia de Sant Pere de Riu pertenece al municipio de Tordera ya que formaba parte del antiguo término de Orsavinya, pero desde el punto de vista popular y eclesiástico ha estado siempre vinculada a la parroquia de Pineda de Mar. Se la conoce también con el nombre de San Pedro de Pineda.

## Historia
La documentación más antigua que hace referencia es del año 1185. En 1246, a través de una bula del papa Inocencio IV, la parroquia, junto con la iglesia de Santa María de Pineda, pasó a depender del monasterio de Sant Salvador de Breda. Durante muchos siglos tuvo sacerdote propio, pero posteriormente se hizo cargo el rector de Pineda. En 1985 fue nuevamente abierta al culto, mientras que la rectoría era habilitada como casa de colonias.
La iglesia mantiene la estructura románica original, del siglo XI, con nave y ábside, y un campanario tardío, de planta cuadrada, coronado por un pináculo piramidal entre almenas escalonadas. Su aspecto actual es, en gran medida, fruto de las ampliaciones realizadas durante el siglo XVII, aunque aún puede observarse la decoración original del ábside románico, a base de arcuaciones ciegas y lesenas, de tipo lombardo. Esta ornamentación es también visible en el muro de mediodía, donde estaba el antiguo portal, que conserva dos ventanales románicos.
Detrás del campanario se encuentra una antigua construcción o esconjuradero, conocido como el «Mirador», que algunos autores han datado en época prerrománica o visigótica, opinión no compartida por Joaquim Graupera (Catalunya Romànica, vol. XX).
En el camino de acceso a la iglesia fue descubierta una necrópolis altomedieval con losas sepulcrales que proceden de enterramientos realizados dentro de la iglesia, con motivos heráldicos esgrafiados, tres de las cuales sirven de escalones de acceso al templo y las otras dos se conservan en los parterres ante la puerta.